# Send Away the Tigers
Send Away the Tigers ist das achte Album der walisischen Band Manic Street Preachers. Es wurde am 7. Mai 2007 veröffentlicht und wurde von Fans und Kritikern als Rückkehr zum klassischen Alternative Rock, den die Band Mitte der 1990er Jahre auf Everything Must Go spielte, gesehen. Nicky Wire selbst bezeichnete das Album als Mischung aus Generation Terrorists und Everything Must Go.

## Inhalt
Nach dem kommerziellen Flop von Lifeblood nahmen sich die Manics eine Auszeit. James Dean Bradfield veröffentlichte das Soloalbum The Great Western, Nicky Wire I Killed the Zeitgeist. Ende 2006 begannen die Aufnahmen zu einer neuen Langspielplatte. Die Texte auf Send Away the Tigers waren wieder weitaus politischer als auf dem Vorgänger; es wurde unter anderem ein Cover von John Lennons Klassiker Working Class Hero (aus dem Album John Lennon/Plastic Ono Band) aufgenommen, welches als Hidden Track auf der CD Platz fand. Rendition befasst sich mit der sogenannten Extraordinary rendition, ein Teil der Außenpolitik der Vereinigten Staaten, welcher die Auslieferung von Terrorverdächtigen vorsieht. Mit Ironie wird auch auf den Film Vermißt mit Jack Lemmon angespielt. Your Love Alone Is Not Enough die erste Single des Albums – ist ein Duett mit Nina Persson, der Sängerin der schwedischen Band The Cardigans.

## Trackliste
(Alle Texte geschrieben von Nicky Wire, Musik geschrieben von James Dean Bradfield und Sean Moore)
1. Send Away the Tigers – 3:36
2. Underdogs – 2:49
3. Your Love Alone Is Not Enough – 3:55 (feat. Nina Persson)
4. Indian Summer – 3:54
5. The Second Great Depression – 4:09
6. Rendition – 2:59
7. Autumnsong – 3:40
8. I’m Just a Patsy – 3:11
9. Imperial Bodybags – 3:30
10. Winterlovers – 3:03